# Randy Burridge
Pour les articles homonymes, voir Burridge.
Randy Burridge (né le 7 janvier 1966 à Fort Érié dans la province d'Ontario au Canada) est un joueur professionnel canadien de hockey sur glace. Il évoluait au poste d'ailier gauche.

## Biographie
Il a joué au niveau junior avec les Petes de Peterborough dans la LHO. Après s'être distingué lors de la saison 1984-1985 avec 49 buts et 106 points, il est choisi par les Bruins de Boston au 157e rang, au huitième tour, lors du  repêchage d'entrée dans la LNH 1985.
Après avoir commencé la saison 1985-1986 avec les Petes, il est rappelé par les Bruins durant la saison et prend part à 52 parties en plus d'inscrire 42 points. Durant son passage avec les Bruins, il aide l'équipe à atteindre la finale de la Coupe Stanley en 1988 et 1990, qui sont toutes les deux perdues face aux Oilers d'Edmonton.
Le 21 juin 1991, il est échangé aux Capitals de Washington contre Steve Leach. À sa première saison avec les Capitals, il réalise 67 points en 66 parties et est même sélectionné pour jouer le Match des étoiles de la LNH. Il se blesse toutefois à l'épaule début mars et ne revient au jeu que lors du dernier match de la saison régulière à la mi-avril,. Avant le début de la saison suivante, il se blesse au genou lors du camp d'entraînement et manque presque toute la saison, ne revenant au jeu que pour les quatre derniers matchs de la saison régulière et les séries éliminatoires,.
Après seulement deux matchs lors de la saison 1994-1995, il est échangé aux Kings de Los Angeles le 10 février contre Warren Rychel. Après 19 points en 38 matchs, il est laissé libre par les Kings et signe le 5 octobre 1995, il signe avec les Sabres de Buffalo, peu avant le début de la saison. Il rebondit avec les Sabres en inscrivant 58 points, dont 25 buts, en 74 parties. 
Sa production offensive diminue toutefois lors des saisons suivantes, au point de réaliser seulement 4 buts et 6 assistances en 30 parties lors de la saison 1997-1998. Il quitte la LNH après cette saison en signant avec le Thunder de Las Vegas dans la LIH. Libéré après 25 parties par le Thunder, il part en Allemagne en jouant pour les Hannover Scorpions, sa dernière équipe professionnelle avant de se retirer.

## Statistiques

### En club
| Saison     | Équipe                   | Ligue      |     | Saison régulière | Saison régulière | Saison régulière | Saison régulière | Saison régulière |    | Séries éliminatoires | Séries éliminatoires | Séries éliminatoires | Séries éliminatoires | Séries éliminatoires |
| Saison     | Équipe                   | Ligue      | PJ  | B                | A                | Pts              | Pun              | PJ               | B  | A                    | Pts                  | Pun                  |                      |                      |
| 1983-1984  | Petes de Peterborough    | LHO        | 55  | 6                | 7                | 13               | 44               | 8                | 3  | 2                    | 5                    | 7                    |                      |                      |
| 1984-1985  | Petes de Peterborough    | LHO        | 66  | 49               | 57               | 106              | 88               | 17               | 9  | 16                   | 25                   | 18                   |                      |                      |
| 1985-1986  | Petes de Peterborough    | LHO        | 17  | 15               | 11               | 26               | 23               | 3                | 1  | 3                    | 4                    | 2                    |                      |                      |
| 1985-1986  | Bruins de Boston         | LNH        | 52  | 17               | 25               | 42               | 28               | 3                | 0  | 4                    | 4                    | 12                   |                      |                      |
| 1985-1986  | Golden Flames de Moncton | LAH        | -   | -                | -                | -                | -                | 3                | 0  | 2                    | 2                    | 2                    |                      |                      |
| 1986-1987  | Bruins de Boston         | LNH        | 23  | 1                | 4                | 5                | 16               | 2                | 1  | 0                    | 1                    | 2                    |                      |                      |
| 1986-1987  | Golden Flames de Moncton | LAH        | 47  | 26               | 41               | 67               | 139              | 3                | 1  | 2                    | 3                    | 30                   |                      |                      |
| 1987-1988  | Bruins de Boston         | LNH        | 79  | 27               | 28               | 55               | 105              | 23               | 2  | 10                   | 12                   | 16                   |                      |                      |
| 1988-1989  | Bruins de Boston         | LNH        | 80  | 31               | 30               | 61               | 39               | 10               | 5  | 2                    | 7                    | 8                    |                      |                      |
| 1989-1990  | Bruins de Boston         | LNH        | 63  | 17               | 15               | 32               | 47               | 21               | 4  | 11                   | 15                   | 14                   |                      |                      |
| 1990-1991  | Bruins de Boston         | LNH        | 62  | 15               | 13               | 28               | 40               | 19               | 0  | 3                    | 3                    | 39                   |                      |                      |
| 1991-1992  | Capitals de Washington   | LNH        | 66  | 23               | 44               | 67               | 50               | 2                | 0  | 1                    | 1                    | 0                    |                      |                      |
| 1992-1993  | Skipjacks de Baltimore   | LAH        | 2   | 0                | 1                | 1                | 2                | -                | -  | -                    | -                    | -                    |                      |                      |
| 1992-1993  | Capitals de Washington   | LNH        | 4   | 0                | 0                | 0                | 0                | 4                | 1  | 0                    | 1                    | 0                    |                      |                      |
| 1993-1994  | Capitals de Washington   | LNH        | 78  | 25               | 17               | 42               | 73               | 11               | 0  | 2                    | 2                    | 12                   |                      |                      |
| 1994-1995  | Capitals de Washington   | LNH        | 2   | 0                | 0                | 0                | 2                | -                | -  | -                    | -                    | -                    |                      |                      |
| 1994-1995  | Kings de Los Angeles     | LNH        | 38  | 4                | 15               | 19               | 8                | -                | -  | -                    | -                    | -                    |                      |                      |
| 1995-1996  | Sabres de Buffalo        | LNH        | 74  | 25               | 33               | 58               | 30               | -                | -  | -                    | -                    | -                    |                      |                      |
| 1996-1997  | Sabres de Buffalo        | LNH        | 55  | 10               | 21               | 31               | 20               | 12               | 5  | 1                    | 6                    | 2                    |                      |                      |
| 1997-1998  | Sabres de Buffalo        | LNH        | 30  | 4                | 6                | 10               | 0                | -                | -  | -                    | -                    | -                    |                      |                      |
| 1997-1998  | Americans de Rochester   | LAH        | 6   | 0                | 1                | 1                | 19               | 1                | 0  | 1                    | 1                    | 0                    |                      |                      |
| 1998-1999  | Thunder de Las Vegas     | LIH        | 25  | 7                | 12               | 19               | 8                | -                | -  | -                    | -                    | -                    |                      |                      |
| 1998-1999  | Hannover Scorpions       | DEL        | 14  | 7                | 6                | 13               | 35               | -                | -  | -                    | -                    | -                    |                      |                      |
| Totaux LNH | Totaux LNH               | Totaux LNH | 706 | 199              | 251              | 450              | 458              | 107              | 18 | 34                   | 52                   | 105                  |                      |                      |

## Trophées et honneurs personnels
- 1991-1992 : participe au 43e Match des étoiles de la LNH.